# Fleury (Manche)
Fleury és un municipi francès situat al departament de la Manche i a la regió de Normandia. L'any 2007 tenia 859 habitants.

## Demografia

### Població
El 2007 la població de fet de Fleury era de 859 persones. Hi havia 340 famílies de les quals 72 eren unipersonals (48 homes vivint sols i 24 dones vivint soles), 120 parelles sense fills, 132 parelles amb fills i 16 famílies monoparentals amb fills.
La població ha evolucionat segons el següent gràfic:
Habitants censats

### Habitatges
El 2007 hi havia 399 habitatges, 339 eren l'habitatge principal de la família, 39 eren segones residències i 21 estaven desocupats. 389 eren cases i 9 eren apartaments. Dels 339 habitatges principals, 256 estaven ocupats pels seus propietaris, 76 estaven llogats i ocupats pels llogaters i 7 estaven cedits a títol gratuït; 2 tenien una cambra, 9 en tenien dues, 47 en tenien tres, 89 en tenien quatre i 192 en tenien cinc o més. 245 habitatges disposaven pel capbaix d'una plaça de pàrquing. A 147 habitatges hi havia un automòbil i a 175 n'hi havia dos o més.

### Piràmide de població
La piràmide de població per edats i sexe el 2009 era:
| Homes | Edats   | Dones |
| ----- | ------- | ----- |
| 0     | 95 o +  | 0     |
| 4     | 90 a 94 | 0     |
| 8     | 85 a 89 | 4     |
| 8     | 80 a 84 | 8     |
| 20    | 75 a 79 | 20    |
| 24    | 70 a 74 | 20    |
| 24    | 65 a 69 | 32    |
| 20    | 60 a 64 | 28    |
| 24    | 55 a 59 | 16    |
| 32    | 50 a 54 | 24    |
| 36    | 45 a 49 | 32    |
| 20    | 40 a 44 | 44    |
| 20    | 35 a 39 | 24    |
| 24    | 30 a 34 | 12    |
| 16    | 25 a 29 | 12    |
| 16    | 20 a 24 | 24    |
| 32    | 15 a 19 | 40    |
| 44    | 10 a 14 | 20    |
| 20    | 5 a 9   | 32    |
| 12    | 0 a 4   | 12    |

## Economia
El 2007 la població en edat de treballar era de 531 persones, 414 eren actives i 117 eren inactives. De les 414 persones actives 390 estaven ocupades (215 homes i 175 dones) i 24 estaven aturades (13 homes i 11 dones). De les 117 persones inactives 56 estaven jubilades, 29 estaven estudiant i 32 estaven classificades com a «altres inactius».

### Ingressos
El 2009 a Fleury hi havia 356 unitats fiscals que integraven 932,5 persones, la mediana anual d'ingressos fiscals per persona era de 17.210 €.

### Activitats econòmiques
Dels 26 establiments que hi havia el 2007, 1 era d'una empresa alimentària, 1 d'una empresa de fabricació d'altres productes industrials, 10 d'empreses de construcció, 2 d'empreses de comerç i reparació d'automòbils, 3 d'empreses de transport, 2 d'empreses d'hostatgeria i restauració, 2 d'empreses immobiliàries, 2 d'empreses de serveis, 2 d'entitats de l'administració pública i 1 d'una empresa classificada com a «altres activitats de serveis».
Dels 12 establiments de servei als particulars que hi havia el 2009, 2 eren tallers de reparació d'automòbils i de material agrícola, 1 paleta, 3 fusteries, 3 lampisteries, 1 empresa de construcció i 2 restaurants.
L'únic establiment comercial que hi havia el 2009 era una fleca.
L'any 2000 a Fleury hi havia 72 explotacions agrícoles que ocupaven un total de 784 hectàrees.

## Equipaments sanitaris i escolars
El 2009 hi havia una escola elemental integrada dins d'un grup escolar amb les comunes properes formant una escola dispersa.

## Poblacions més properes
El següent diagrama mostra les poblacions més properes.